# Malinda Williams
Pour les articles homonymes, voir Williams.
Malinda Williams, née le 24 septembre 1975 à Elizabeth, dans le New Jersey (États-Unis), est une actrice américaine.

## Filmographie
- 1990 : Capitaine Planète (Captain Planet and the Planeteers) (série TV) : Michelle (voix)
- 1993 : Laurel Avenue (TV) : Sheila Arnett
- 1995 : What About Your Friends (TV) : Alex
- 1996 : A Thin Line Between Love and Hate : Erica Wright
- 1996 : L'Équipe du collège (Sunset Park) : 'Cheryl
- 1996 : Prof et rebelle (High School High) : Natalie Thompson
- 1997 : Damn Whitey : Malinda
- 1997-1998 : Nick Freno: Licensed Teacher (série TV) : Tasha Morrison
- 1999 : Outreach (série TV) : Adrea Young
- 1999 : An Invited Guest : Tammy
- 1999 : The Wood : Alicia, jeune
- 2000 : Septembre en fête (Dancing in September) : Rhonda
- 2004 : New York, unité spéciale (saison 5, épisode 18) : Lori-Ann Dufoy
- 2005 : Exposure : femme n°2
- 2006 : Idlewild Gangsters Club (Idlewild) : Zora
- 2007 : Le Gospel du bagne (First Sunday) : Tianna
- 2015 : L'Amour par accident (Accidental Love) de David O. Russell : Rakeesha (film tourné en 2008 ayant connu des problèmes durant la production)